# グリーゼ317
グリーゼ317（Gliese 317、Gl 317）は、らしんばん座の赤色矮星である。年周視差に基づいて太陽からの距離を計算すると、約49.5光年である。見かけの等級は12と、肉眼ではみえない暗さである。グリーゼ317の周囲からは、2つの太陽系外惑星が発見されている。

## 特徴
| 太陽 | グリーゼ317 |
| ---- | ----------- |
| 太陽 | Exoplanet   |

グリーゼ317は、太陽の近傍にある赤色矮星である。ヘルツシュプルング・ラッセル図上の位置から、極端に金属が欠乏した準矮星ではないかともいわれたが、スペクトルの特徴はM型主系列星と大差なかった。これは、グリーゼ近傍恒星カタログなどで年周視差を過大に測定しており、実際よりも近い距離にあると考えられたことで、絶対等級を暗く見積もり過ぎたためとみられる。精密な位置天文観測が実施され、距離が見直されると、M型主系列星で金属量はむしろ多いとみなされた。グリーゼ317のスペクトル型は、M3.5 Vと分類され、質量は太陽の4割程、光球面の有効温度はおよそ3400 Kで、金属量は太陽に比べ7割増くらいの豊富さとみられる。赤色矮星にしては磁場の活動は低調で、自転もゆっくりであり、誕生から数十億年は経過していると予想される。

## 惑星系

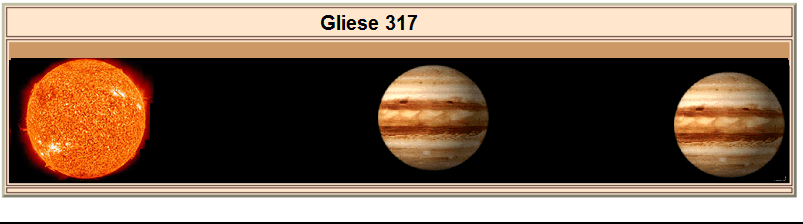
グリーゼ317系の構成

グリーゼ317は、ケック望遠鏡を用いた視線速度法によるM型星での惑星捜索観測の目標天体の1つで、2007年に視線速度の変化から、その周りを公転する太陽系外惑星が発見された。この惑星グリーゼ317bは、公転周期が約696日（1.9年）で、質量が木星の1.75倍以上、軌道長半径が1.15 auと、太陽と地球の距離よりも少しだけ中心星から遠いところを周回していると推定される。位置天文観測によって、軌道傾斜角も制限されており、それに基づいて下限ではないグリーゼ317bの質量が、木星のおよそ2.5倍と見積もられている。
グリーゼ317bが発見された際に、その分の視線速度変化を差し引いた残差もまだ変化していたので、もう1つの惑星が存在する可能性も指摘された。以降、この視線速度の監視は続けられ、2013年末までの観測で、視線速度変化の1周期分全体を押さえることができ、軌道要素を求めて惑星グリーゼ317cの存在が確定した。グリーゼ317cは、公転周期がおよそ6700日、質量は木星の1.66倍以上、軌道長半径が5.2 auで、中心星からの距離が木星とほぼ同じ辺りを周回する木星型惑星ということで、「ジュピターアナログ」といわれる。グリーゼ317は太陽からの距離がとても近いので、グリーゼ317cの中心星からの離角は0.4秒にもなり、ナンシー・グレース・ローマン宇宙望遠鏡のコロナグラフで直接検出できる可能性があるともいわれる。
| 名称 （恒星に近い順） | 質量                 | 軌道長半径 （天文単位） | 公転周期 (日)         | 軌道離心率 | 軌道傾斜角 | 半径 |
| --------------------- | -------------------- | ----------------------- | --------------------- | ---------- | ---------- | ---- |
| b                     | ≤556.1+43.3 −42.3 M⊕ | 1.152+0.040 −0.045      | 695.890+0.619 −1.100  | 0.07±0.02  | —          | —    |
| c                     | ≤529.0+37.6 −52.9 M⊕ | 5.223+0.268 −0.251      | 6718+375.180 −282.496 | 0.17±0.05  | —          | —    |